# Mount Maitland
Mount Maitland är ett berg i Grenada.   Det ligger i parishen Saint David, i den sydvästra delen av landet, 4 km öster om huvudstaden Saint George's. Toppen på Mount Maitland är 511 meter över havet. Mount Maitland ligger på ön Grenada. Det ingår i Saint Marks Mountains.
Terrängen runt Mount Maitland är huvudsakligen kuperad, men åt sydväst är den platt. Havet är nära Mount Maitland västerut. Runt Mount Maitland är det tätbefolkat, med 286 invånare per kvadratkilometer. Närmaste större samhälle är Saint George's, 3,9 km väster om Mount Maitland. Omgivningarna runt Mount Maitland är en mosaik av jordbruksmark och naturlig växtlighet.